# Telewizja informacyjna

Realizacja materiału do telewizji informacyjnej

Telewizja informacyjna – wyspecjalizowany kanał telewizyjny, nadający programy informacyjne całą dobę. Serwisy informacyjne o bieżących wydarzeniach nadawane są zazwyczaj co pół godziny. Między nimi prezentowane są programy publicystyczne, analizy rynków finansowych, krótkie reportaże itp.
Całodobowy kanał informacyjny to najdroższy produkt telewizyjny. Spośród kilkunastu tego typu programów na świecie w 2001 roku, strat nie przyniosła jedynie amerykańska telewizja o charakterze globalnym CNN, choć ona też przeżywała w tamtym okresie trudności finansowe. Miesięczne koszty emisji takiego kanału jak polski TVN24 w 2001 roku wynosiły blisko 86 mln złotych (20 mln USD).
W Europie kanały informacyjne uruchamiane są przez telewizje publiczne, w ramach misji tego typu nadawcy (np. BBC, RAI), lub stacje z największymi udziałami w lokalnym rynku, np. francuskie TF1 i Canal Plus.

## Polska
Kiedy startował kanał TVN24, miał być on finansowany z opłat wnoszonych przez platformę cyfrową oraz operatorów kablowych oraz środków pozyskiwanych z reklam. Reklamodawcami miały być przedsiębiorstwa ubezpieczeniowe i banki, dla których kanały informacyjne są strategicznym partnerem. W 2001 roku szefowie telewizji TVN przewidywali, że startujący kanał TVN24 nie będzie przynosił dochodów przez okres 4–5 lat; jednak przyniesienie zysków w 6. roku działalności nie udało się nigdy wcześniej żadnemu kanałowi informacyjnemu.
TVN Warner Bros. Discovery
- TVN24
- TVN24 BiS

Telewizja Polsat
- Polsat News
- Polsat News 2
- Polsat News Polityka
- Wydarzenia 24

Telewizja Polska
- TVP Info

MWE Networks
- Pogoda24.TV

Pozostałe
- Telewizja Republika
- Telewizja Republika Plus
- wPolsce24
- Echo24
- Biznes24
- News24
- Publicystyka.tv